# Colletes dimidiatus
Colletes dimidiatus is een vliesvleugelig insect uit de familie Colletidae. De wetenschappelijke naam van de soort is voor het eerst geldig gepubliceerd in 1840 door Brullé.